# О’Лири, Мэтью
Мэтью «Мэтт» Джозеф О'Лири (англ. Matthew Joseph O'Leary; род. 6 июля 1987, Чикаго, Иллинойс, США) — американский актер, известный по ролям в фильмах «Порок», «Ошибка времени», «Смертный приговор» и «Крепкий орешек 4.0». Помимо этого, играл второстепенные роли в сериалах «Проект «Синяя книга» и «Агенты «Щ.И.Т.».

## Карьера
Мэтью О'Лири дебютировал в телевизионном фильме «У мамы свидание с вампиром», снятом для канала Дисней. В 2001 году сыграл сразу в двух крупных фильмах «Скрытая угроза» и «Порок». С 2002 по 2003 годы актер сыграл второстепенную роль в 2-й и 3-й части серии фильмов «Дети шпионов».
В 2007 году Мэтью О'Лири сыграл второстепенные роли в боевиках «Крепкий орешек 4.0» и «Смертный приговор». Также, актер играл небольшие роли в фильмах «Одинокий рейнджер» и «Время».
В 2019 году Мэтью О'Лири сыграл две повторяющиеся роли в известных сериалах «Проект «Синяя книга» и «Агенты Щ.И.Т.», которые являются последними, на данный момент работами актера.

## Фильмография

### Роли в фильмах
| Год  | Название на русском                       | Оригинальное название             | Роль                     |
| ---- | ----------------------------------------- | --------------------------------- | ------------------------ |
| 2000 | У мамы свидание с вампиром                | Mom's Got a Date with a Vampire   | Адам Хэнсен              |
| 2001 | Скрытая угроза                            | Domestic Disturbance              | Дэнни Моррисон           |
| 2001 | Порок                                     | Frailty                           | молодой Фэнтон           |
| 2002 | Дети шпионов 2: Остров несбывшихся надежд | Spy Kids 2: Island of Lost Dreams | Гэри Джиджлс             |
| 2003 | Дети шпионов 3: Игра окончена             | Spy Kids 3-D: Game Over           | Гэри Джиджлс             |
| 2004 | Форт Аламо                                | The Alamo                         | пацан в магазине         |
| 2005 | Теплые источники                          | Warm Springs                      | Фред Боттс               |
| 2005 | Кирпич                                    | The Brick                         | «Мозговитый»             |
| 2005 | Крэйзи                                    | Havoc                             | Эрик                     |
| 2007 | Смертный приговор                         | Death Sentence                    | Джо Дарли                |
| 2007 | Солнцестояние                             | Solstice                          | Марк                     |
| 2007 | Крепкий орешек 4.0                        | Live Free or Die Hard             | Клэй Уиллер              |
| 2008 | Американский сын                          | American Son                      | Джейк                    |
| 2009 | Крик в общаге                             | Sorority Row                      | Гаррет                   |
| 2010 | День матери                               | Mother's Day                      | Джонни                   |
| 2011 | Время                                     | In Time                           | Моузер                   |
| 2011 | Правдивое кино                            | Cinema Verite                     | Кэмерон                  |
| 2012 | Красавицы и чудовища                      | Eden                              | Воган                    |
| 2012 | Миром правит толстый мальчик              | Fat Kid Rules the World           | Маркус                   |
| 2013 | Хроники ломбарда                          | Pawn Shop Chronicles              | Ламар                    |
| 2013 | Одинокий рейнджер                         | The Lone Ranger                   | Скинни                   |
| 2014 | Дитя субмарины                            | The Submarine Kid                 | Тод                      |
| 2014 | Ошибка времени                            | Time Lapse                        | Финн                     |
| 2015 | Ужаленные                                 | Stung                             | Пол                      |
| 2016 | Игрушка                                   | ToY                               | проститутка-транссексуал |
| 2017 | Последние в мире                          | Bokeh                             | Райли                    |
| 2018 | Небоскреб                                 | Skyscraper                        | тощий хакер              |
| 2018 | Удивительный мир Марвена                  | Welcome to Marwen                 | лейтенант Бенз/Карл      |

### Роли в сериалах
| Год       | Название на русском                   | Оригинальное название        | Роль                   | Примечание                       |
| --------- | ------------------------------------- | ---------------------------- | ---------------------- | -------------------------------- |
| 2000—2015 | C.S.I.: Место преступления            | CSI                          | Дэн Форестер           | 3 эпизода в 9-м сезоне           |
| 2001—2011 | Закон и порядок: Преступное намерение | Law & Order: Criminal Intent | Итан Гарретт           | 2 эпизода в 5-ом сезоне          |
| 2008—2009 | В последний миг                       | Eleventh Hour                | Бобби                  | эпизод: Resurrection             |
| 2012—2018 | Особо тяжкие преступления             | Major Crimes                 | Алекс Уилсон           | эпизод: Dead Drop                |
| 2013—2020 | Агенты Щ.И.Т.                         | Agents of S.H.I.E.L.D.       | Пэкс                   | 5 эпизодов в 6-м сезоне          |
| 2016—2017 | Сладкие и порочные                    | Sweet/Vicious                | Даррен Форд            | эпизод: Sucker                   |
| 2016      | Игра в молчанку                       | Game of Silence              | Трой Мейер             | эпизод: Hurricane Gil            |
| 2017—2019 | Диета из Санта-Клариты                | Santa Clarita Diet           | Коул                   | эпизод: We Can Kill People       |
| 2019—2020 | Проект «Синяя книга»                  | Project Blue Book            | лейтенант Генри Фуллер | Второстепенная роль в 1-м сезоне |